# Галичская епархия (Костромская митрополия)
Га́личская епа́рхия — епархия Русской православной церкви, объединяющая приходы и монастыри в восточной части Костромской области (в границах Антроповского, Вохомского, Галичского, Кадыйского, Кологривского, Макарьевского, Мантуровского, Межевского, Нейского, Октябрьского, Островского, Павинского, Парфеньевского, Поназыревского, Пыщугского, Солигаличского, Чухломского и Шарьинского районов). Входит в состав Костромской митрополии.

## История
Образована 27 декабря 2016 года решением Священного синода Русской православной церкви путём выделения части территории Костромской епархии. Одновременно включена в состав новоучреждённой Костромской митрополии. Епископом Галичским и Макарьевским был избран архимандрит Алексий (Елисеев).

## Архиереи
- Алексий (Елисеев) (с 15 февраля 2017).

## Благочиния
Епархия разделена на 9 церковных округов:
- Галичское благочиние
- Кадыйское благочиние
- Макарьевское благочиние
- Мантуровское благочиние
- Павинское благочиние
- Парфеньевское благочиние
- Чухломское благочиние
- Шарьинское благочиние
- Монастырское благочиние

## Монастыри
- Паисиево-Галичский Успенский монастырь в Галиче (женский)
- Авраамиев Городецкий монастырь в Ножкино Чухломского района (мужской)
- Макарьево-Унженский монастырь в Макарьеве (мужской)